# Tracford
La Ford Tracford è un'autovettura di fascia medio-bassa prodotta tra il 1933 ed il 1935 dall'omonima azienda automobilista francese.

## Storia
La storia della Tracford ebbe origine nel 1933 quando Louis Carle, direttore della Ford francese, decise di far aprire nella periferia di Parigi uno stabilimento per la produzione di una versione a trazione anteriore della Ford Model Y. A parte il tipo di trazione, la nuova vettura, chiamata Tracford come l'azienda stessa, montava la stessa meccanica della vettura da cui derivava. Il nome era la contrazione dei termini Traction, che in francese indica la trazione anteriore (la trazione posteriore è invece nota ai francesi come propulsion) e Ford, ossia il marchio della Model Y.

La Tracford era disponibile in due varianti di carrozzeria: la sportiva Irlande a 2/3 posti e la berlina Mouette a 4 posti.

L'esperimento ebbe però vita breve e uno scarsissimo esito commerciale: nel 1935 la Tracford cessò di esistere.